# Ptahchepsès Impy (grand prêtre de Ptah)
Pour les articles homonymes, voir Ptahchepsès.
Ptahchepsès Impy est le dernier grand prêtre de Ptah connu portant le nom de Ptahchepsès. 
Le Louvre possède une statuette au nom du grand prêtre, donnant ses titres et fonctions parmi lesquels on citera :
- Prêtre lecteur
- Directeur de tous les travaux du Roi

Ce dernier titre équivalent à celui d'architecte, Ptahchepsès a donc été l'un des maîtres d'œuvre du règne que le statuette ne mentionne pas.
La tombe de Ptahchepsès Impy n'a pas été retrouvée à ce jour. Le musée de Toronto possède bien une stèle au nom d'un prêtre lecteur et ouâb de Ptah, Ptahchepsès Impy, cependant l'absence de toute mention au pontificat n'autorise pas à identifier les deux personnages, malgré la date de ce dernier document (VIe dynastie), et les titres qu'il porte qui en font un membre du clergé memphite comme le grand prêtre du même nom.
À la VIe dynastie le nom d'Impy est fréquemment employé ce qui ne simplifie pas l'identification des propriétaires des documents et objets découverts en l'absence d'un contexte archéologique précis.
Concernant les titres et le nom du grand prêtre, Charles Maystre dans son étude comparative des titres des pontifes de l'Ancien Empire le place à la fin de cette époque ou au tout début de la Première Période intermédiaire qui suit l’effondrement de la monarchie memphite.
Après ce personnage les mentions de grands prêtres de Ptah s'effacent, probablement en lien avec la situation de fragilité politique qui règne alors jusqu'au début du Moyen Empire soit près de deux siècles plus tard.